# Благовіщенський собор (Супрасль)
Благовіщенський собор Супрасльського Благовіщенського монастиря (біл. Дабравешчанская царква)  — православний храм у Супраслі (Польща), пам'ятниу оборонно-культової архітектури Великого князівства Литовського. Входить до комплексу будівель православного Супрасльського Благовіщенського монастиря, одного з шести в Польщі. Супрасльский Благовіщенський монастир був одним з головних інтелектуальних центрів Великого Князівства Литовського поряд з Києво-Печерською Лаврою та Вільно .

## Історія
Монастир заснований маршалком господарським А. Ходкевичем у 1505-1510 роках. Церква освячена в 1511 році. У 1557 році її інтер'єр був оздоблений фресками.
У першій половині XVII століття Благовіщенська церква передана уніатській церкві. У 1771 року верхні частини веж та інтер'єр церкви перероблені у стилі рококо. Багаті ліпні та живописні декорації закрили фрески в апсиді, стіни та колони закриті дерев'яними панелями.
У 1852-1859 роках фрески, зіпсовані вологою, були зафарбовані побілкою. У 1887 році при знятті побілки сухим способом частина фресок була втрачена .
На початку XX століття у церкві зберігався хрест з часткою деревини Животворящого Хреста 1500—1510 років, церковна лавка, зроблена у вигляді Супрасльскої церкви, дар Ходкевича — потир срібний з позолотою, з його гербом. Так само зберігалося безліч інших цінностей: потири, дискоси, оклади книг та образів, оброблених гравіюванням, емаллю, чорнінням, карбуванням
У 1910 році були відкриті фрагменти розписів на північній і південній стінах, які були приховані у XVIII столітті під дерев'яними панелями, при цьому вони були в черговий раз зіпсовані.
У 1915 році у зв'язку з Першою світовою війною був виданий указ про евакуацію жителів міста Супрасля вглиб Росії. Їдучи з Благовіщенського монастиря, ченці забрали з собою Супрасльську ікону і деяку кількість церковного начиння.
Після проголошення незалежної Польської держави територія монастиря не була передана церкві. У 1919 році Благовіщенська церква була замкнена та опечатана, а монастир перейшов у розпорядження державного казначейства.

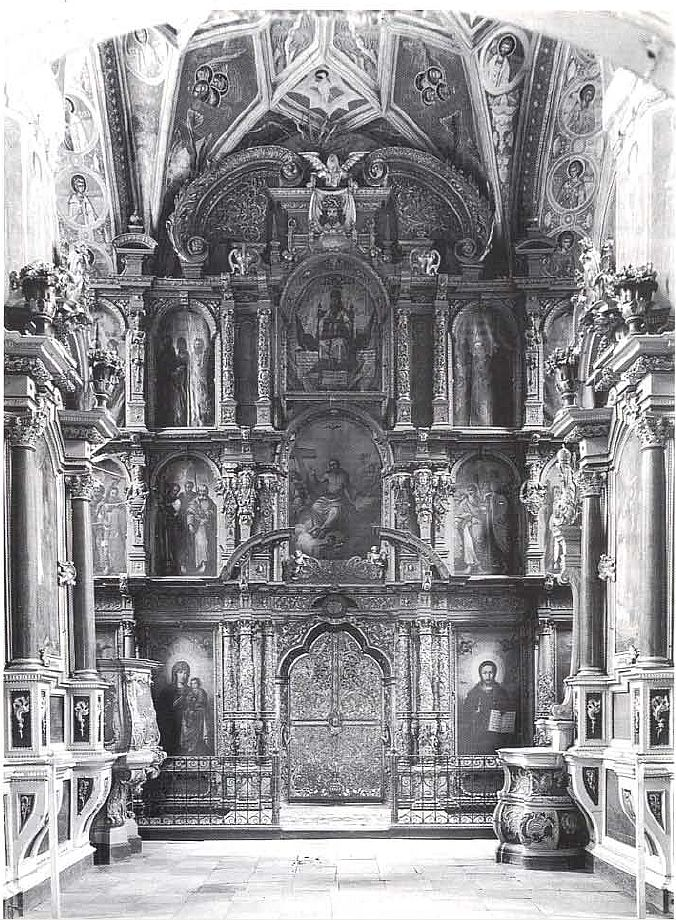
Колишній іконостас церкви

У 1939 році монастир виявляється на території СРСР. У Благовіщенській церкві були створені майстерні і кузня. У жовтні 1939 року в монастирі був розквартирований 4-й мотоциклетний полк 10-ї армії РСЧА . У Благовіщенській церкві командуванням полку був обладнаний спортивний зал. 28 липня 1944 року під час відступу німецьких військ Благовіщенський собор був підірваний. Після закінчення війни православні ченці були вигнані з монастиря, в якому розташувалася школа.
Залишки фресок були зняті з колон польськими реставраторами під керівництвом Владислава Пашковського в 1945-1946 роках.
У 1964-1966 роках монастир був відреставрований. Уряд Білорусії на початку 1990-х виділив на святиню 200 тисяч штук цегли і 500 м³ граніту.
Відродження Супрасльського монастиря припало на роки діяльності архієпископа Білостоцько-Гданської єпархії Сави. У 1982 році до Супрасля прибув чернець Мирон (Ходаковський), чернече життя відновлено в 1984 році. У 1984 році було прийнято рішення про відновлення підірваного Благовіщенського собору — і 4 червня архієпископ Савва заклав перший камінь у фундамент собору.

## Архітектура

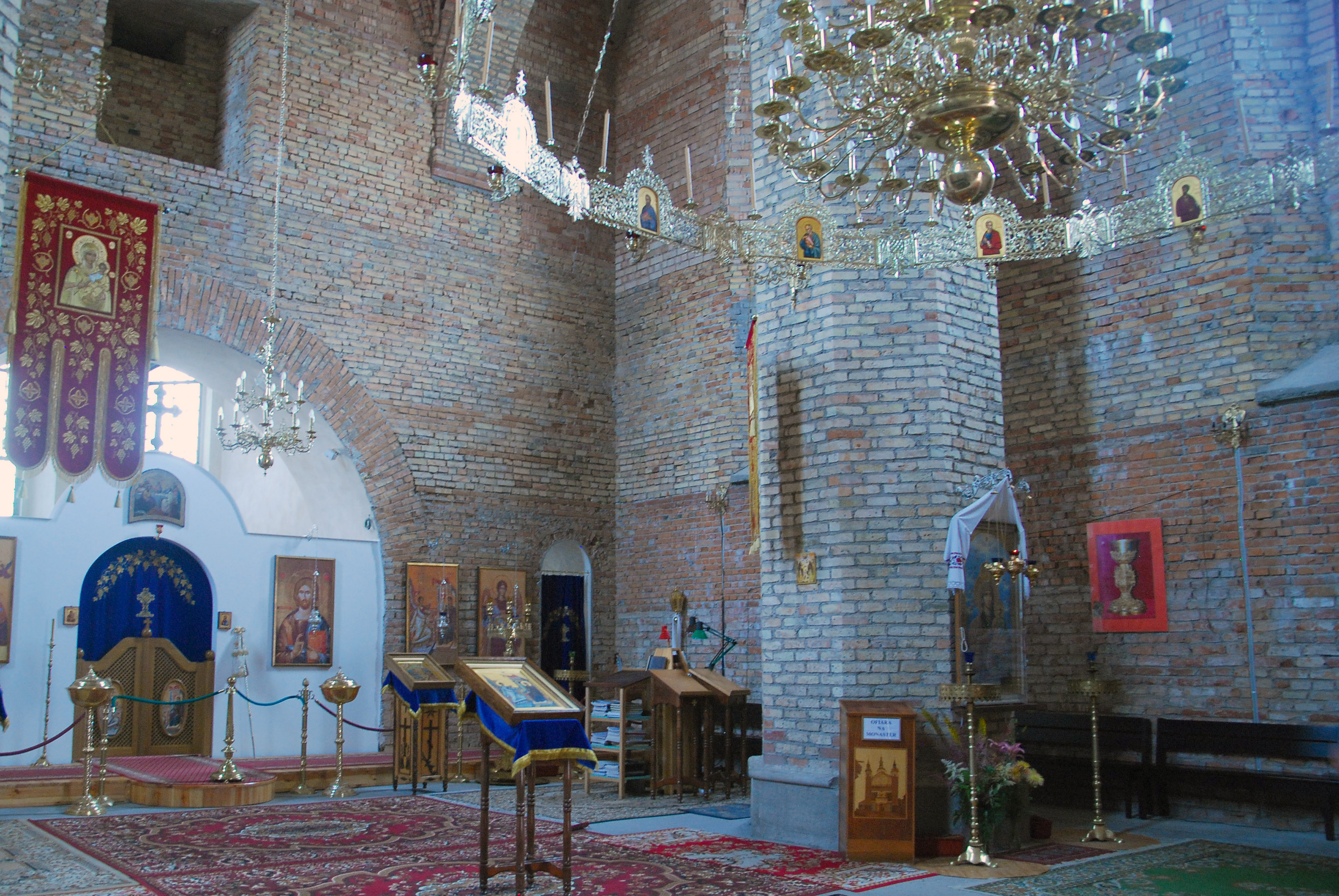
Сучасний інтер'єр церкви

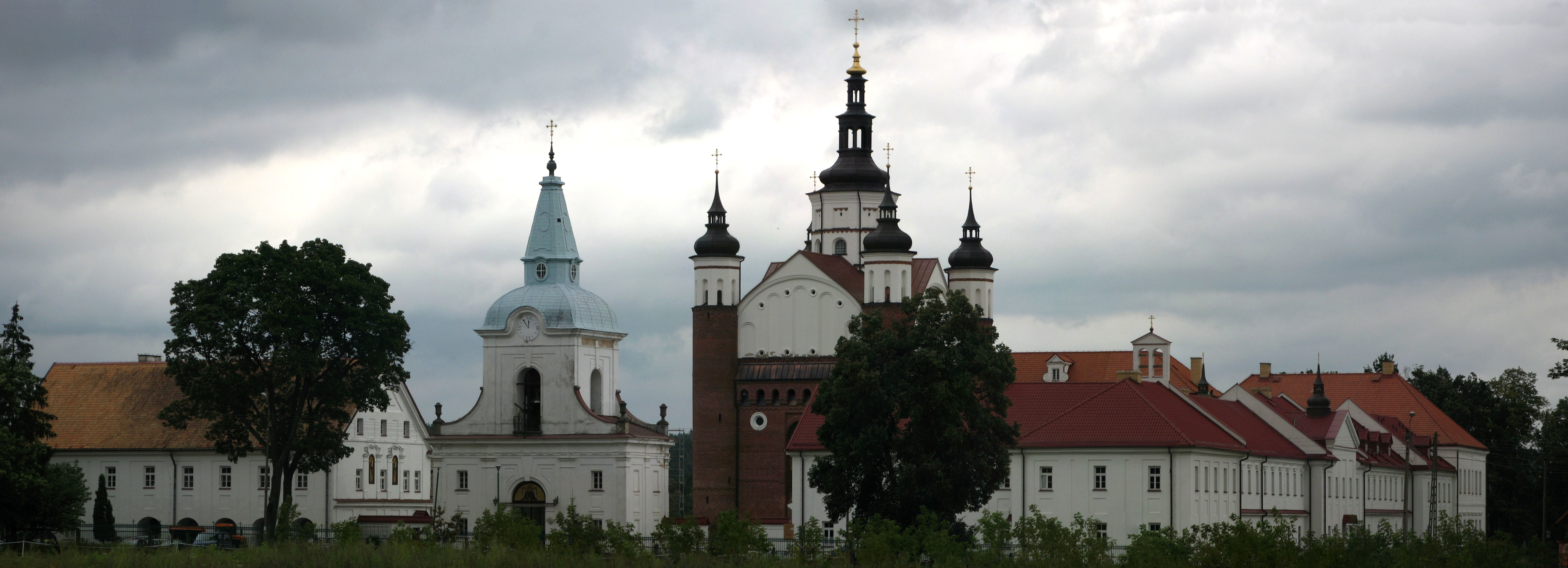
Благовіщенський собор в ансамблі Супрасльського монастиря

Пам'ятник готичного православного церковного зодчества у ВКЛ, Супрасльська церква становить модифіковану версію характерного для візантійської традиції хрестово-купольного храму з рисами католицької базиліки. З'єднання готичних елементів з візантійськими дало підставу називати цей стиль «готикою ВКЛ». П'ятибаштова композиція церкви зближує її з Софійським собором у Полоцьку і Пречистенською церквою в Вільнюсі .
Храм має виражені оборонні риси. Чотири зовнішні башти мали яскраво виражене оборонне призначення, а п'ята, яка повинна символізувати центральний купол, в поєднанні з високим готичним дахом придбала надмірно витягнутий вигляд. Архітектор Благовіщенської церкви досяг досить високої майстерності в інтерпретації готичних форм і технологій та пристосуванні їх до православної традиції.

## Фрески
Про систему розписів Благовіщенської церкви дає уявлення люстра купола, де знаходилося зображення Христа Пантократора з закритою книгою, яка, згідно з пророцтвом Іоанна Богослова, буде відкрита в день Страшного Суду  .
У проміжку між світловим барабаном і куполом на кожній з граней стіни були по черзі проілюстровані дві фронтальні фігури шестикрилих серафимів і архангелів.
У світловому барабані між вікнами були розміщені по три зображення святих і пророків. Всі вони зображені в повний зріст, з різних ракурсів. Вбрання традиційне — хітони та гімаціі.
Нижче проходив широкий декоративний орнамент з переплетеного листя та шестипелюсткових квіток, в яких вгадуються незабудки.
Під декоративним орнаментом зображені апостоли. На східній стороні четверика Петро, Павло і Іоанн Богослов, на інших по два зображення. Вони подаються, як і зображення праотців і пророків, «вільно, в різких ракурсах фігур і особливо голів» .
Під Апостольським поясом, який відокремлюється коричнево-червоним кордоном, розміщувалися зображення мучеників з хрестами в руках. Вони, як і апостоли, представлені трьома зображеннями на східній стороні і по два на інших. Ще нижче розміщені медальйони з поясними образами суворих святих з клиноподібними бородами, серед яких були розкидані орнаментальні візерунки. На вітражах барабана розміщувалися чотири символи євангелістів.
Євангельські сюжети розташовувалися на периметрі стін у два яруси, які розділялися кордоном. Сюжети присвячені в основному акафіста Богородиці і деяким сценам із життя Христа. Порядок розташування сюжетів відповідав канону.
Нижче євангельських сцен знаходилися строго фронтальні зображення бородатих і довговолосих пустельників у звіриних шкурах, воїнів і численних святих, які заповнювали нижні два яруси, межі нефів і арочні отвори .
У самому низу проходив широкий фриз, оздоблений малюнком у вигляді горизонтальних зиґзаґоподібних потрійних смуг.

Орнамент прикрашав арки, віконні прорізи та ніші. 

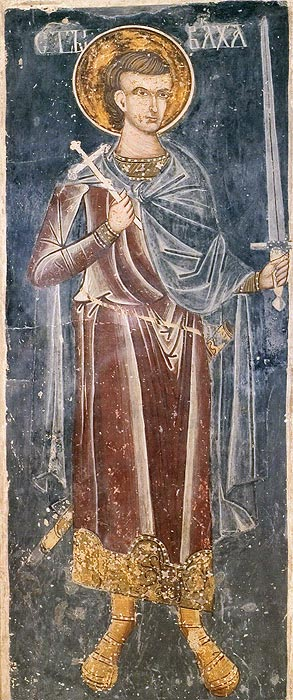
Фігура святого
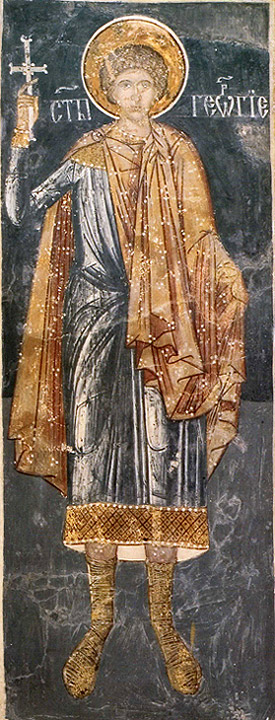
Святий Микита
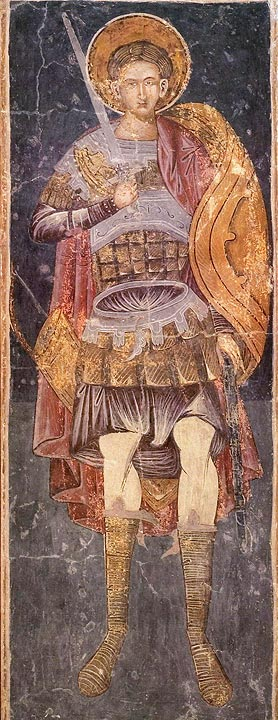
Святий Дмитро
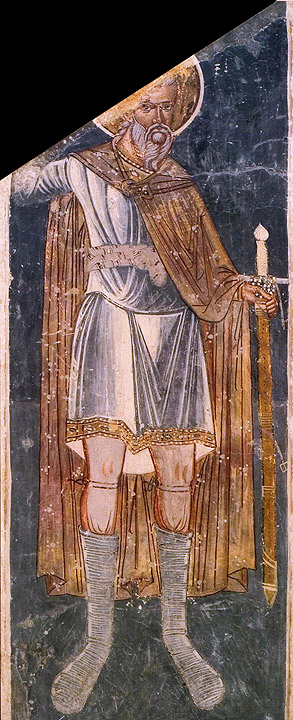
Фігура святого

 Збереглося 30 фрагментів фресок, які тепер експонуються у Супрасльському музеї ікон. Ці фрески розташовувалися на двох восьмигранних колонах, які перебували у внутрішньому підкупольному просторі храму. Це зображення мучеників, орнаментально-декоративні фризи, які покривали капітелі колон. Цілком збереглися лише сім фресок з зображеннями мучеників і три медальйона з образами святих, решта доводилося збирати з окремих шматочків і фрагментів. За характером іконографії та стилю виконання фресковий розпис церкви аналогічний візантійському мистецтву (так званий «Палеологовський ренесанс») і сходить до візантійсько-сербських традицій. Стилістично близьким пам'ятником монументального живопису є церква Святої Трійці в Мансі (Сербія). 

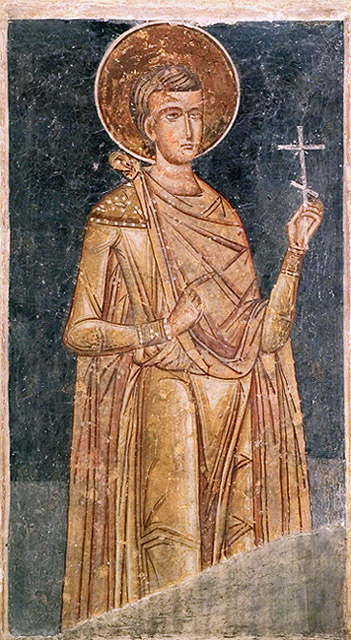
Фігура святого
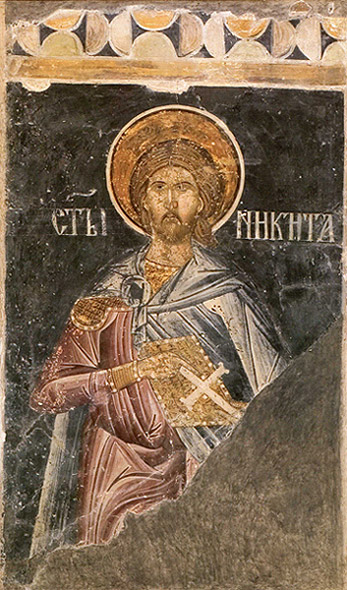
Святий Георгій
- Святий Дмитро
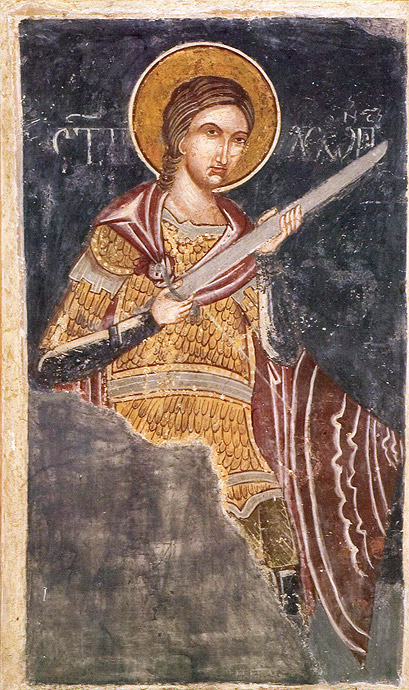
Фігура святого